# Žaludeční šťáva

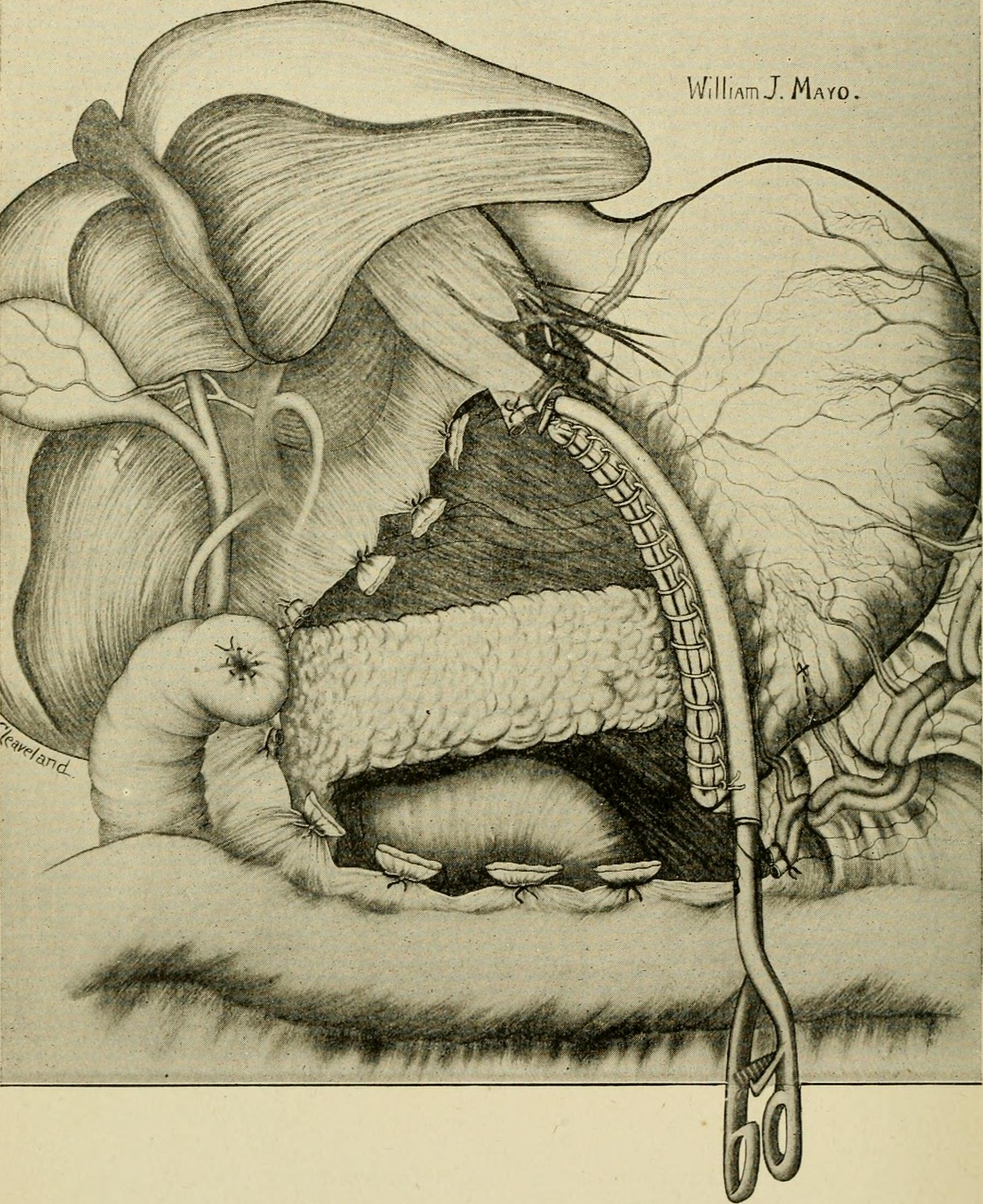
obrázek žaludku z roku 1917

Žaludeční šťáva je bezbarvá tělní tekutina s pH 1–2, produkovaná žlázkami v žaludeční sliznici. Hlavními součástmi jsou kyselina chlorovodíková, pepsinogen a mucin.
- Kyselina chlorovodíková vytváří kyselé prostředí, ničí choroboplodné zárodky, brání rozkladu některých vitamínů, přeměňuje minerální látky na soli rozpustné ve vodě. Umožňuje přeměnu pepsinogenu na pepsin.
- Pepsin štěpí bílkoviny na polypeptidy.
- Mucin vytváří ochranný povlak žaludeční sliznice, který ji chrání před natrávením.
- Dále se objevuje hormon Gastrin